# Indische Oceaan-gyre

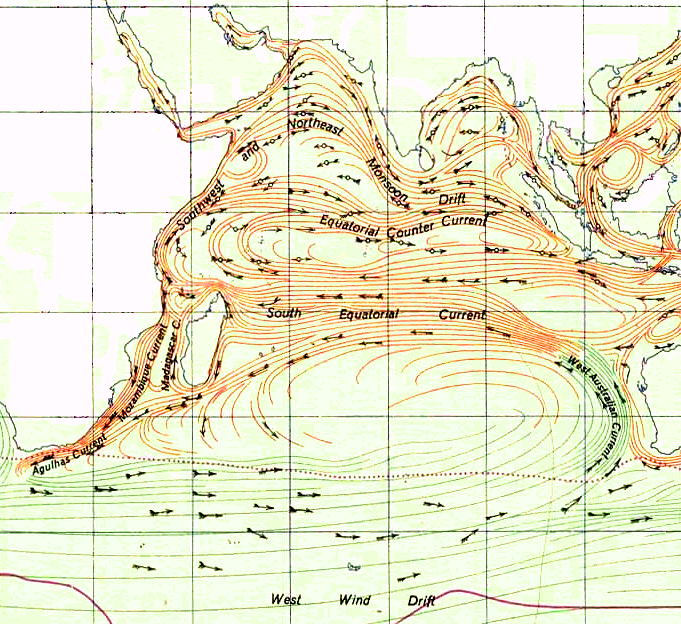
Indische Oceaan-gyre

De Indische Oceaan-gyre, gelegen in de Indische Oceaan, is een van de vijf grote oceanische gyres. Het is een circulair systeem van zeestromingen dat zich uitstrekt van de oostkust van Madagaskar tot aan de westkust van Australië. 
De stromingen die de Zuid-Atlantische gyre vormen, omvatten de West-Australische stroom in het oosten, de Indische Zuidequatoriale stroom in het noorden, de Agulhasstroom in het westen en de Antarctische circumpolaire stroom (westenwinddrift) in het zuiden.
Normaal beweegt de gyre tegen de klok in, maar in de winter keert de gyre zich in richting om als gevolg van de seizoenswinden van de Zuid-Aziatische moesson. In de zomer is het land warmer dan de oceaan, dus de oppervlaktewinden waaien van de oceaan naar het land. In de winter zijn de temperaturen echter omgekeerd, waardoor de wind van het land naar de oceaan waait. Omdat het meeste luchtdrukgradiënt achter het Tibetaanse plateau wordt behouden, zijn luchtdrukgradiënten over de Indische Oceaan en de gyre klein. Dit resulteert in winden van gemiddelde sterkte, als gevolg van de bescherming tegen de volle krachtwinden die vanaf het Mongoolse hogedrukgebied blazen. Vanwege deze gematigde droge wind is het wintermoesson-seizoen in de regio van de Indische Oceaan het droge seizoen voor het grootste deel van zuidelijk Azië. Vanwege deze seizoensgebonden windcyclus worden de stromingen in de Indische Oceaan, die deel uitmaken van de Indische Oceaan-gyre, direct beïnvloedt, waardoor ze omkeren.
Net als de andere gyres, bevat de gyre een plasticsoep in de Indische Oceaan. Een plasticsoep is een zwevend gebied van zeeafval dat continu in de gyre rondstroomt. De plasticsoep van de Indische Oceaan bedekt een enorm gebied: minstens vijf miljoen vierkante kilometer. Omdat een dergelijke plasticsoep gedurende lange tijd circuleert, veroorzaken ze dat anorganische gifstoffen in de voedselketen terechtkomen door de afbraak van kunststoffen in het water door de zon. In de gyre in de Indische Oceaan is de plasticsoep meer een raadsel geweest. De plasticsoep werd in 2010 ontdekt. Het is echter bekend dat het, net als de meeste plasticsoep, erg fluïde is en met de seizoenen verandert, waardoor de locatie moeilijk te bepalen is. Het lijkt te circuleren met de Indische Oceaan-gyre, van de Australische kust tot de Afrikaanse kust, langs de Afrikaanse kust en dan terug naar Australië. Volgens het team dat de plasticsoep heeft ontdekt, duurt de volledige rotatie van de plasticsoep in de gyre ongeveer zes jaar, totdat het het centrum van de gyre bereikt, waar het voor onbepaalde tijd kan blijven.